# Tommy Maistrello
Tommy Maistrello (Correggio, 24 giugno 1993) è un calciatore italiano, attaccante dell'Union Brescia.

## Caratteristiche tecniche
Di piede sinistro, è un attaccante, in particolare una punta centrale.

## Carriera
È cresciuto nelle giovanili dell'Abano, per poi trascorrere la prima metà della stagione 2011-2012 in prestito a quelle del Parma, collezionando nella stagione 2011-2012 2 presenze nel campionato Primavera.
Poi, dal gennaio del 2012 al termine della stagione 2016-2017, gioca nel Bassano, squadra in cui ottiene in totale 121 presenze e 25 reti, considerando tutte le competizioni,, e conquistaanche una promozione dalla Seconda Divisione Lega Pro alla Prima Divisione Lega Pro.
Passa poi una stagione in prestito al Ravenna, poi nell'estate del 2018 viene ceduto al Vicenza, che una stagione dopo lo cede al Monopoli, con cui però gioca solo una partita prima di trasferirsi alla Fermana. Con questo club, nella stagione 2019-2020 ottiene in Serie C 23 presenze e 3 reti. Tuttavia viene ceduto in prestito al Renate, che dopo la stagione in cui il giocatore realizza 7 reti in 36 partite lo riscatta definitivamente. Veste la maglia del Renate fino a gennaio 2023, quando viene acquistato dal Cittadella.
Il 30 agosto 2024 si trasferisce a titolo definitivo alla Feralpisalò.

## Statistiche

### Presenze e reti nei club
Statistiche aggiornate al 13 maggio 2025.
| Stagione          | Squadra           | Campionato        | Campionato | Campionato | Coppe nazionali | Coppe nazionali | Coppe nazionali | Coppe continentali | Coppe continentali | Coppe continentali | Altre coppe | Altre coppe | Altre coppe | Totale | Totale | Totale |
| Stagione          | Squadra           | Comp              | Pres       | Reti       | Comp            | Pres            | Reti            | Comp               | Pres               | Reti               | Comp        | Pres        | Reti        | Pres   | Reti   |        |
| ----------------- | ----------------- | ----------------- | ---------- | ---------- | --------------- | --------------- | --------------- | ------------------ | ------------------ | ------------------ | ----------- | ----------- | ----------- | ------ | ------ | ------ |
| 2012-2013         | Bassano           | 2D                | 9          | 1          | CI-LP           | 3               | 0               | -                  | -                  | -                  | -           | -           | -           | 12     | 1      |        |
| 2013-2014         | Bassano           | 2D                | 31         | 12         | CI-LP           | 3               | 0               | -                  | -                  | -                  | -           | -           | -           | 34     | 12     |        |
| 2014-2015         | Bassano           | LP                | 27+3       | 5          | CI+CI-LP        | 3+2             | 1+0             | -                  | -                  | -                  | -           | -           | -           | 35     | 6      |        |
| 2015-2016         | Bassano           | LP                | 2+1        | 0          | CI-LP           | 0               | 0               | -                  | -                  | -                  | -           | -           | -           | 3      | 0      |        |
| 2016-2017         | Bassano           | LP                | 32+1       | 4          | CI+CI-LP        | 3+1             | 2+0             | -                  | -                  | -                  | -           | -           | -           | 37     | 6      |        |
| Totale Bassano    | Totale Bassano    | Totale Bassano    | 101+5      | 22         |                 | 15              | 3               |                    | -                  | -                  |             | -           | -           | 121    | 25     |        |
| 2017-2018         | Ravenna           | C                 | 32         | 3          | CI-C            | 2               | 0               | -                  | -                  | -                  | -           | -           | -           | 34     | 3      |        |
| 2018-2019         | Vicenza           | C                 | 24+1       | 2          | CI-C + CI       | 4+2             | 2+1             | -                  | -                  | -                  | -           | -           | -           | 31     | 5      |        |
| 2019-2020         | Monopoli          | C                 | 1          | 0          | CI              | 3               | 0               | -                  | -                  | -                  | -           | -           | -           | 4      | 0      |        |
| 2020-2021         | Renate            | C                 | 36+3       | 7          | -               | -               | -               | -                  | -                  | -                  | -           | -           | -           | 34     | 2      |        |
| 2021-2022         | Renate            | C                 | 36+2       | 16         | CI-C            | -               | -               | -                  | -                  | -                  | -           | -           | -           | 38     | 16     |        |
| 2022-gen. 2023    | Renate            | C                 | 20         | 3          | CI-C            | 2               | 0               | -                  | -                  | -                  | -           | -           | -           | 22     | 3      |        |
| Totale Renate     | Totale Renate     | Totale Renate     | 97         | 26         |                 | 2               | 0               |                    | -                  | -                  |             | -           | -           | 99     | 26     |        |
| gen.-giu. 2023    | Cittadella        | B                 | 19         | 4          | CI              | -               | -               | -                  | -                  | -                  | -           | -           | -           | 19     | 4      |        |
| 2023-2024         | Cittadella        | B                 | 32         | 3          | CI              | 2               | 0               | -                  | -                  | -                  | -           | -           | -           | 34     | 3      |        |
| 2024-2025         | Cittadella        | B                 | 0          | 0          | CI              | 1               | 0               | -                  | -                  | -                  | -           | -           | -           | 1      | 0      |        |
| Totale Cittadella | Totale Cittadella | Totale Cittadella | 51         | 7          |                 | 3               | 0               |                    | -                  | -                  |             | -           | -           | 54     | 7      |        |
| 2024-2025         | Feralpisalò       | C                 | 18+2       | 4          | CI-C            | -               | -               | -                  | -                  | -                  | -           | -           | -           | 20     | 4      |        |
| Totale carriera   | Totale carriera   | Totale carriera   | 332        | 67         |                 | 33              | 6               |                    | -                  | -                  |             | -           | -           | 363    | 73     |        |

## Palmarès
- Lega Pro Seconda Divisione: 1

Bassano: 2013-2014 (girone A)